# Rhyncholacis applanata
Rhyncholacis applanata là một loài thực vật có hoa trong họ Podostemaceae. Loài này được Goebel miêu tả khoa học đầu tiên năm 1891.